# 1822 en philosophie
Chronologie de la philosophie
- 1818
- 1819
- 1820
- 1821
- 1822
- 1823
- 1824
- 1825
- 1826

L’année 1822 a été marquée, en philosophie, par les événements suivants :

## Publications
- Jacques-Henri Meister : Mélanges de philosophie, de morale et de littérature, Genève et Paris, 1822.

## Conférences
- Début des conférences Leçons sur la philosophie de l'histoire d'Hegel, qui s'étaleront de 1822 à 1830.